# Wimbledon 2019 (turniej legend kobiet)
Wimbledon 2019 – turniej legend kobiet – zawody deblowe legend kobiet, rozgrywane w ramach trzeciego w sezonie wielkoszlemowego turnieju tenisowego, Wimbledonu. Tytułu sprzed roku broniły Kim Clijsters i Rennae Stubbs. Triumfatorki z 2018 roku jednak po dwóch meczach wycofały się z turnieju, przez co do finału weszła druga w grupie para Marion Bartoli i Daniela Hantuchová.

## Drabinka

#### Klucz
- w/o – walkower
- k – krecz
- d – dyskwalifikacja
- Q – kwalifikant
- WC – dzika karta
- LL – szczęśliwy przegrany
- Alt – zawodnik zastępczy
- PR – ochrona rankingu
- SE – specjalna przepustka
- ITF – ranking ITF
- JE – ranking juniorski

### Faza finałowa
|  |       |                                   |   |   |      |
|  | Finał |                                   |   |   |      |
|  |       |                                   |   |   |      |
|  |       |                                   |   |   |      |
|  |       |                                   |   |   |      |
|  | A2    | Marion Bartoli Daniela Hantuchová | 0 | 6 | [8]  |
|  | A2    | Marion Bartoli Daniela Hantuchová | 0 | 6 | [8]  |
|  | B1    | Cara Black Martina Navrátilová    | 6 | 3 | [10] |
|  | B1    | Cara Black Martina Navrátilová    | 6 | 3 | [10] |
|  |       |                                   |   |   |      |

### Faza początkowa

#### Grupa B
|    |                                         | Cara Black Martina Navrátilová | Mary Joe Fernández Ai Sugiyama | Anne Keothavong Arantxa Sánchez Vicario | Iva Majoli Magdalena Maleewa | Mecze Z–P | Sety W–P | Gemy W–P | Miejsce |
| B1 | Cara Black Martina Navrátilová          |                                | 6:3, 6:3 (10 lipca)            | 6:3, 6:2 (9 lipca)                      | 6:3, 6:4 (12 lipca)          | 3–0       | 6–0      | 36–18    | 1.      |
| B2 | Mary Joe Fernández Ai Sugiyama          | 3:6, 3:6 (10 lipca)            |                                | 6:2, 7:6(8–6) (12 lipca)                | 6:3, 0:6, 10–4 (9 lipca)     | 2–1       | 4–3      | 26–29    | 2.      |
| B3 | Anne Keothavong Arantxa Sánchez Vicario | 3:6, 2:6 (9 lipca)             | 2:6, 6:7(6–8) (12 lipca)       |                                         | 4:6, 4:6 (11 lipca)          | 0–3       | 0–6      | 21–37    | 4.      |
| B4 | Iva Majoli Magdalena Maleewa            | 3:6, 4:6 (12 lipca)            | 3:6, 6:0, 4–10 (9 lipca)       | 6:4, 6:4 (11 lipca)                     |                              | 1–2       | 3–4      | 28–27    | 3.      |